# Requiescat in pace

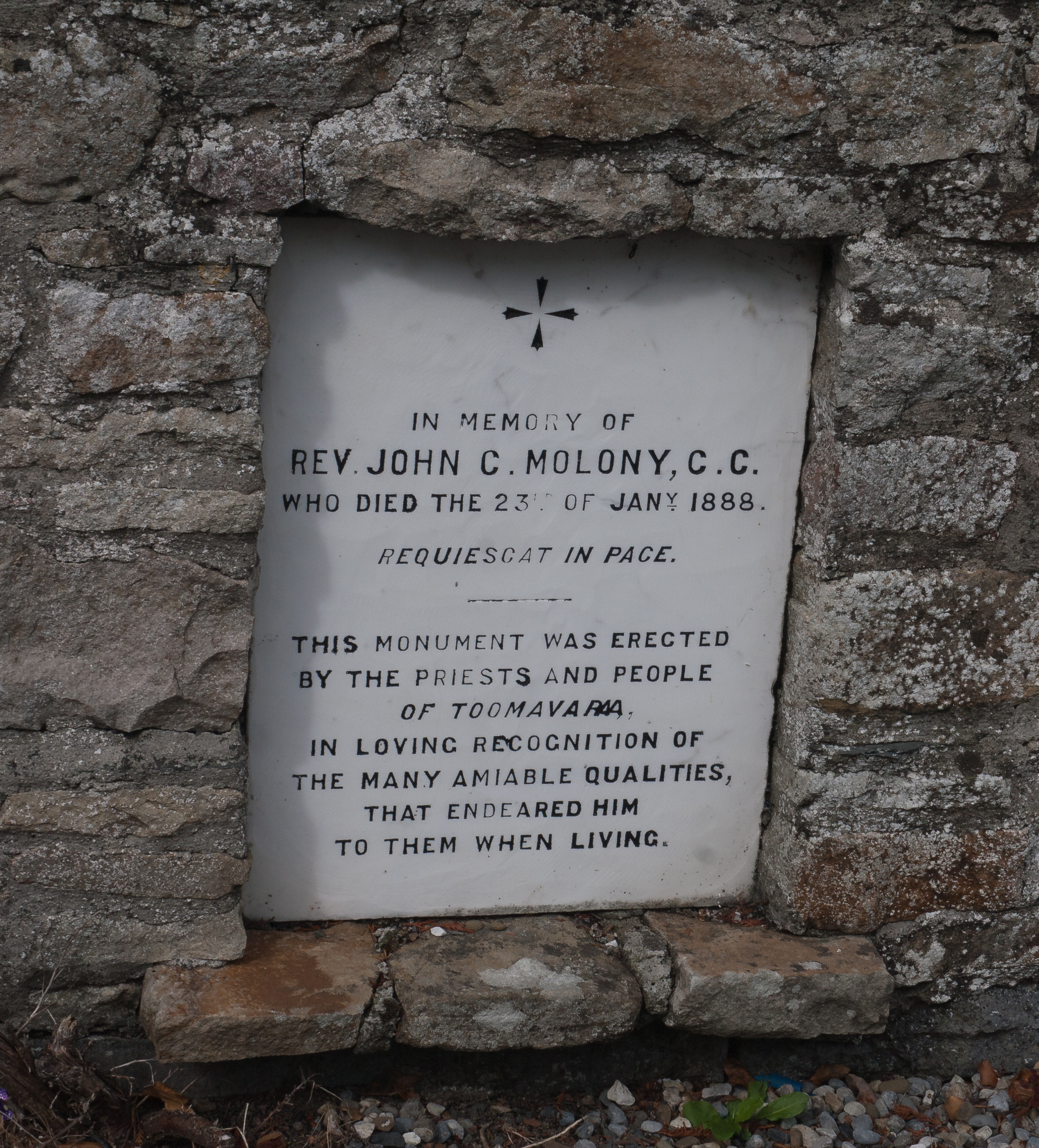
Esempio di uso della locuzione "requiescat in pace" in una lapide

La locuzione latina requiescat in pace, tradotta letteralmente, significa "(che egli/ella) riposi in pace". È spesso abbreviata con l'acronimo  RIP, che rimane invariato sia nella traduzione in italiano (riposi in pace) che in quella in inglese (rest in peace).
Queste parole in genere sono pronunciate durante una cerimonia funebre o poste come augurio sulle lapidi dei propri cari. La Chiesa cattolica suggerisce questa preghiera (da cui è presa la locuzione) per quanti credono in una vita futura dopo la morte:

## Variante
Nel caso di una singola persona si usa il verbo al singolare requiescat e il pronome maschile o femminile singolare ei al posto di eis.